# Chinesisch-ungarische Beziehungen
Die Chinesisch-ungarischen Beziehungen sind das zwischenstaatliche Verhältnis zwischen der Volksrepublik China und Ungarn. Beide Länder unterhalten enge diplomatische und wirtschaftliche Beziehungen. In der Regierungszeit von Viktor Orbán wurde Ungarn zum chinafreundlichsten Land innerhalb der Europäischen Union.
Diplomatische Kontakte zwischen China und Ungarn wurden in der zweiten Hälfte des 19. Jahrhunderts etabliert, als das Königreich Ungarn noch Teil von Österreich-Ungarn war. Am 3. Oktober 1949 war die sozialistische Volksrepublik Ungarn eines der ersten Länder, die die von Mao Zedong ausgerufene Volksrepublik China anerkannte. Nur drei Tage später, am 6. Oktober, nahmen die beiden Länder diplomatische Beziehungen auf. In der Folgezeit war das Verhältnis freundschaftlich. Mit dem Beginn des chinesisch-sowjetischen Zerwürfnisses stellte sich Ungarn jedoch wie die meisten anderen realsozialistischen Staaten auf die Seite der Sowjetunion, was die Kontakte abkühlen ließ, bevor sich beide Länder in den 1980er Jahren wieder annäherten. Nach dem Fall des Kommunismus in Ungarn besuchte Präsident Árpád Göncz 1994 die Volksrepublik und ein Jahr später besuchte der chinesische Präsident Jiang Zemin im Gegenzug Ungarn. Im Juli 2003 besuchte Péter Medgyessy als erster ungarischer Ministerpräsident die Volksrepublik China.
Mit dem EU-Beitritt Ungarns wurden die Beziehungen zu China ab 2004 weiter intensiviert, besonders auf der wirtschaftlichen Ebene und nachdem Viktor Orbán 2010 erneut Ministerpräsident Ungarns geworden war. Dieser verkündete 2010 eine „Öffnung nach Osten“ in der auswärtigen Politik. Ungarn hatte sich unter seiner Ägide 2015 der Neuen Seidenstraße angeschlossen und war im selben Jahr mit rund 571 Mio. US-Dollar an Investitionen der größte Empfänger chinesischer Direktinvestitionen. Zu den Projekten der Seidenstraße zählte auch der Bau der Bahnstrecke Budapest–Belgrad. Beide Länder wurden auch politische Verbündete und 2017 wurde eine umfassende strategische Partnerschaft vereinbart. So verhinderten Griechenland und Ungarn (die beide große Investitionen aus China erhielten) im Jahre 2017 gemeinsame Erklärungen der EU zu Menschenrechtsthemen, wobei die engen Kontakte der Orban-Regierung nach China Besorgnis in einigen europäischen Hauptstädten auslösten. Ungarn hat die Europäische Union auch daran gehindert, das Vorgehen Chinas in Hongkong sowohl 2020 als auch 2021 zu kritisieren. 2021 sorgte die angekündigte Errichtung einer Außenstelle der Fudan-Universität in Budapest für Kontroversen.
Am 27. Februar 2023 unterstützte Orban den von Wang Yi veröffentlichten Friedensplan zur Beendigung der russischen Invasion in der Ukraine. Präsident Xi Jinping besuchte Ungarn im Mai 2024 und traf mit Orban zusammen. Während des Besuchs schlossen die beiden Länder ein Abkommen über eine umfassende strategische Partnerschaft sowie 18 weitere Abkommen und Absichtserklärungen ab. Im Juli 2024 besuchte Orban Präsident Xi in Peking als Teil einer selbsterklärten „Friedensmission“ zur Beilegung der Ukrainekrise, in dessen Rahmen er auch Wolodymyr Selenskyj und Wladimir Putin besuchte. Von EU-Kommissionspräsidentin Ursula von der Leyen wurde die nicht abgestimmte Reise allerdings kritisiert.
Der Handel zwischen Ungarn und China erreichte 2023 die Grenze von 10 Milliarden Euro und hat sich seit 2010 vervielfacht. Ungarn hat sich darum bemüht, ein Zentrum chinesischer Investitionen in der EU zu werden, besonders im Bereich der Elektromobilität und dafür bilaterale Wirtschaftsabkommen mit China geschlossen. In Ungarn gibt es mehrere chinesische Batteriewerke für Elektrofahrzeuge. 2022 kündigte das chinesische Batterieunternehmen CATL an, 7,5 Milliarden US-Dollar in den Bau einer Fabrik in Debrecen zu investieren. Im Dezember 2023 verkündete schließlich BYD Auto die geplante Errichtung seines ersten europäischen Autowerks in Szeged. Ungarn beherbergt das größte Lieferzentrum von Huawei außerhalb Chinas und während der COVID-19-Pandemie bestellte Ungarn als einziges EU-Land Impfstoffe des chinesischen Herstellers Sinopharm.
Die VR China hat eine Botschaft in Budapest, während Ungarn eine Botschaft in Peking und Generalkonsulate in Chongqing, Guangzhou, Hongkong und Shanghai unterhält. Obwohl Ungarn die Ein-China-Politik anerkennt, verfügt es auch über ein Handelsbüro in Taipeh, welches als inoffizielle diplomatische Vertretung fungiert, während die Republik China in Budapest über ein Vertretungsbüro verfügt.